# Lista de episódios de Just the Ten of Us
Este artigo é uma lista de episódios da sitcom americana Just the Ten of Us.

## Episódios

### Primeira temporada: 1988
| Episódio # | Temporada # | Título                | Data de Exibição    |
| --- | ----------- | --------------------- | ------------------- |
| 1 | 1           | "Movie It or Lose It" | 26 de Abril de 1988 |
| Episódio piloto. Os Lubbock se preparam para se mudar para Eureka, California, onde Graham foi aceito para trabalhar como treinador na escola St. Auggie's Academy. Mas a família se prepara para mais surpresas - a escola só é para meninos. Quando eles chegam na rua da casa nova, Marie diz que parece igual ao filme A Nightmare on Elm Street. Outra grande surpresa é que Graham só ganhou o emprego nessa escola, pois um de seus alunos, Duane Johnson, trabalha também lá e que ultimamente tinha conversado com Elizabeth. |             |                       |                     |
| 2 | 1           | "First Day at School" | 28 de Abril de 1988 |
| No primeiro dia de aula, impressiona a todos, principalmente às meninas, que também vão estudar lá (serão as únicas meninas da escola). Por isso, são perseguidas pelos garotos da escola. Isso acaba quando o J.R. mente para dois garotos que o Treinador matou um dos garotos da escola em Nova York, somente por gostar de vê-los morrerem. |             |                       |                     |
| 3 | 1           | "The Birthday Gift"   | 28 de Abril de 1988 |
| Em seu aniversário, Graham recebe uma caixa de sapatos contendo 1.233 dólares, mas recusa. Ele suspeita que isso é obra de seus amigos, com a intenção de ajudá-lo com as despesas da mudança - sem saber que Cindy tinha feito uma rifa para conseguir ficar com um garoto da escola. |             |                       |                     |
| 4 | 1           | "Close Encounters"    | 4 de Maio de 1988   |
| Enquanto o treinador está fora, as garotas planejam em se divertir. Graham e Elizabeth vão a um acampamento, e deixam a responsabilidade para Marie (por ser a filha mais velha). Porém, Marie tem dificildades em mantêr a ordem na casa, por Cindy e Wendy terem chamado um monte de garotos. |             |                       |                     |

### Segunda temporada: 1988-1989
| Episódio # | Temporada # | Título                           | Data de Exibição        |
| --- | ----------- | -------------------------------- | ----------------------- |
| 5 | 2           | "Strangers in the Night"         | 28 de Outubro de 1988   |
| Graham acaba ouvindo um boato sobre uma de suas filhas terem saído com um de seus alunos na noite interior. É óbvio que o humor de Graham muda completamente, principalmente, quando descobre que não só uma, mas três de suas filhas tinham saído para um encontro na noite passada. |             |                                  |                         |
| 6 | 2           | "She Works Hard for the Money"   | 3 de Novembro de 1988   |
| As quatro filhas adolescentes conseguem trabalhos extras para poder conseguir algum dinheiro. Connie consegue um trabalho como empacotadora de frios. Marie consegue um como voluntária. Cindy, com sua beleza, consegue um trabalho como recepcionista em uma academia. Já Wendy se preocupa mais em fazer compras do que arrumar um trabalho.                                                                         |             |                                  |                         |
| 7 | 2           | "Voice of God"                   | 11 de Novembro de 1988  |
| Elizabeth se convence de que ela anda conversando com Deus, mas ninguém acredita. Até quando uma árvore acaba caindo na janela de seu quarto, onde as crianças deveriam ter estado, fazendo com que Elizabeth não os forçem a começarem a rezar. |             |                                  |                         |
| 8 | 2           | "The Dinner Test"                | 18 de Novembro de 1988  |
| Após ter deixado claro que iria sair com um rapaz chamado Bill, Wendy passa pela biblioteca, e fica com um rapaz chamado Ed. Wendy planeja em fingir que Ed é o Bill, para ele poder fazer o "Teste do Jantar" - que é quando Graham faz várias perguntas ao menino para ver se ele é ruim ou bom para sua filha. |             |                                  |                         |
| 9 | 2           | "Coach's Court"                  | 23 de Novembro de 1988  |
| Quando Graham cai na grade já quebrada da varanda, ele manda a família inteira descobrir quem já tinha quebrado. |             |                                  |                         |
| 10 | 2           | "The Merry Mix-Up"               | 1 de Dezembro de 1988   |
| Wendy rouba o RG de Elizabeth e Cindy rouba a de Marie para as duas poderem entrar em uma nightlub. Os seguranças se convencem de que Wendy tem 40 anos, por isso, somente Cindy poderia entrar. Enquanto isso, Marie acaba gostando do sobrinho do Pastor Hargis, Damien, quem Graham não tinha conhecido ainda. Então, quando o garoto de Wendy aparece na nightclub perguntando pela Marie, o desastre é inevitável. |             |                                  |                         |
| 11 | 2           | "The Unkindest Cut of All"       | 8 de Dezembro de 1988   |
| Graham tenta guardar segredo sobre ele ir ao hospital por conta de sua homorróida. Mas quando as meninas descobrem que ele será internado, elas são comuinicadas que ele está para morrer. Sendo assim, a saúde do Treinador é notícia no St. Auggie's. |             |                                  |                         |
| 12 | 2           | "A Christmas Story"              | 16 de Dezembro de 1988  |
| O plano de Graham em comprar um orgão para Elizabeth vai por água abaixo quando cai a transmissão no vagão da família. Sendo assim, Graham vende o seucarro para poder comprar o orgão, sem saber que as meninas conseguiram algum dinheiro para poder trazer de volta a transmissão. |             |                                  |                         |
| 13 | 2           | "Personal Best"                  | 5 de Janeiro de 1989    |
| As meninas finalmente são convocadas para poderem participar das aulas de Educação Física - para o desânimo delas. Quando Graham vê que Wendy corre rápido, ele diz que ela poderia participar da equipe de corrrida - para o desânimo de J.R.. |             |                                  |                         |
| 14 | 2           | "Song of Constance"              | 12 de Janeiro de 1989   |
| Connie tem a oportunidade em escrever para o jornal da escola. Após vir para ela o seu bloco de anotações, ela finalmente escreve e põe para ser publicado. A história acaba não sendo publicada, pelo Pastor Hargis considerar o artigo uma pura pornografia. |             |                                  |                         |
| 15 | 2           | "Head of the Class"              | 19 de Janeiro de 1989   |
| No "Dia do Boletim", Graham convence Wendy a fazer um teste de inteligência, para ela poder descobrir o seu potencial. Sabendo disso, Sherrie fica desanimada e bate todos os recordes da escola, e descobre que ela mesma não é aquela gênia que todo mundo dizia que era. |             |                                  |                         |
| 16 | 2           | "Dream Girls"                    | 2 de Fevereiro de 1989  |
| Apresentando "The Lubbock Babes"! As meninas gravam a música "Rock Around the Clock" só por diversão. Mas quando Graham diz a ela que elas nunca poderiam cantar ao vivo, elas decidem provar a ele o contrário. Escondidas dos pais, as meninas se apresentam em uma pizzaria local. |             |                                  |                         |
| 17 | 2           | "A Day in the Life"              | 9 de Fevereiro de 1989  |
| Quando Wendy é suspensa da escola por ter matado aulas, seu castigo era "ser Elizabeth", ou seja, cuidar da casa, das crianças e etc. Wendy de início, acha que seria fácil para ela fazer tudo isso em um dia e tomar os outros dois para descansar. Depois de um dia exaustivo, Wendy vê que ser mãe não é fácil. |             |                                  |                         |
| 18 | 2           | "Zorro en el Gallinero"          | 17 de Fevereiro de 1989 |
| O Treinador deixa um estrangeiro ficar em casa. Mas depois das luzes se apagarem, as meninas - incluindo Marie - correm para a sua cama e se "atiram" nele. |             |                                  |                         |
| 19 | 2           | "Car in the Pool"                | 24 de Fevereiro de1989  |
| Quando as irmãs enchem o saco de Marie, ela acidentalmente acaba pegando o carro do Pastor Hargis e mandando ele para a piscina. Quando o Pastor encontra o carro na piscina, ninguém quer confessar sobre o que aconteceu. |             |                                  |                         |
| 20 | 2           | "The Critic"                     | 24 de Fevereiro de 1989 |
| Connie consegue a oportunidade de escrever uma crítica sobre uma peça teatral chamada "Death of a Salesman", a qual é protagonizada pela sua irmã Cindy e seu colega Gavin Doosler. Depois de ver a ruim interpretação, ela escreve duas críticas: uma boa e outra ruim e fica em dúvidas qual ela tem que por para publicar.                                                                                           |             |                                  |                         |
| 21 | 2           | "The Good, the Bad and the Ugly" | 16 de Março de 1989     |
| Marie encontra um garoto em uma festa e acaba gostando dele. Suas irmãs dizem a Marie que ele não vale a pena. Seguindo o conselho das irmãs, Marie o ignora, até ela ter uma conversa com Elizabeth dizendo que ela deveria dar uma chance a ele. |             |                                  |                         |
| 22 | 2           | "Radio Days"                     | 31 de Março de 1989     |
| A escola inaugura a sua própria estação de rádio e Cindy decide arrumar um trabalho - mesmo todo mundo dizendo que ela não deveria. Graham decide arrumar o emprego mas não consegue falar com o Pastor Budd, fazendo com que Cindy consiga o trabalho sob os seus próprios méritos. Quando Graham diz a ela que ele conseguiu o emprego, Cindy acaba refletindo sobre o seu potencial.                                 |             |                                  |                         |
| 23 | 2           | "Puberty Blues"                  | 17 de Abril de 1989     |
| Depois dos fracassos em assustar suas irmãs com sua maquiagem de monstro, J.R. tenta impressionar uma menina, que acidentalmente acaba quebrando todos os seus biscoitos. J.R. apaixonado, convida a menina para sair - a mando de suas irmãs. |             |                                  |                         |
| 24 | 2           | "Rock n' Roll Fantasy"           | 28 de Abril de 1989     |
| Após 8 semanas se apresentando na pizzaria Danny's, As Lubbock Babes sonham em serem ricas e famosas. Marie sonha em cantar para o Papa. Wendy sonha em trabalhar em uma sitcom. Cindy sonha em encontrar o homem dos seus sonhos. E Connie sonha em cantar em Paris. |             |                                  |                         |

### Terceira temporada: 1989-1990
| Episódio # | Temporada # | Título                       | Data de Exibição        |
| --- | ----------- | ---------------------------- | ----------------------- |
| 25 | 3           | "Betrayal"                   | 12 de Setembro de 1989  |
| Wendy e Cindy vão ao um encontro duplo. Mas o encontro de Cindy, Cort, acaba gostando da Wendy e acaba dando bolo para ao show da banda Oingo Boingo com Wendy, ao invés de Cindy. Marie vendo o que estava acontecendo, aconselha Cindy a fazer o mesmo com Wendy, saindo com o namorado de Wendy, Blitz. |             |                              |                         |
| 26 | 3           | "Quaterback Sneak"           | 29 de Setembro de 1989  |
| Wendy começa a namorar um rapaz que é zagueiro - o que faz perder a cabeça - dias antes de uma grande partida de futebol. |             |                              |                         |
| 27 | 3           | "Who Cut the Cheese?"        | 5 de Outubro de 1989    |
| Quando a família é oferecida pelo governador comida de graça, Graham rejeita a caridade. Sem ninguém saber, exceto Connie, Graham arruma um emprego em uma lanchonete chamada Burger Barn - sob a supervisão de Gavin Doosler. |             |                              |                         |
| 28 | 3           | "Risky Business"             | 12 de Outubro de 1989   |
| J.R. e Sherrie brigam no armário abaixo da escada e acabam quebrando toda a louça de Elizabeth. Para recuperar a louça, os dois acabam vendendo barras de chocolate - o qual eram para venderem na escola - mas eles pagam o preço do mesmo jeito. |             |                              |                         |
| 29 | 3           | "A Couple of Swells"         | 18 de Outubro dse 1989  |
| Graham e Connie decidem começar um regime - e Elizabeth se convence de que os dois vão suportar a dieta. |             |                              |                         |
| 30 | 3           | "Simple Gifts"               | 2 de Novembro de 1989   |
| 31 | 3           | "That Championship Season"   | 9 de Novembro de 1989   |
| 32 | 3           | "Dangerous Liaison"          | 17 de Novembro de 1989  |
| Um estranho rapaz paga para Wendy uma bebida. Após isso, os dois saem juntos. O passeio é interrompido quando o rapaz entra em um mercado e o rouba. A gravação mostra que Wendy não teve nada a ver com o assalto, mas o que ela não entende é que como as suas ações podem ter sido tão erradas. Então Graham e Elizabeth tentam fazer Wendy entender que ela fez escolhas erradas. Mesmo assim, Wendy afirma que ela é inocente.                                                       |             |                              |                         |
| 33 | 3           | "St. Augie's Blues (Part 1)" | 30 de Novembro de 1989  |
| 34 | 3           | "St. Augie's Blues (Part 2)" | 1 de Dezembro de 1989   |
| 35 | 3           | "Skateboard"                 | 7 de Dezembro de 1989   |
| J.R. trabalha com Graham para fazer o seu próprio skate mas, isso acaba o envergonhando em relação aos seus amigos. |             |                              |                         |
| 36 | 3           | "Highway to Heaven"          | 14 de Dezembro de 1989  |
| Marie e Elizabeth vão a um convento para poder passar duas semanas lá, mas no meio do caminho, Elizabeth suspeita que Marie só está fazendo isso como um favor. |             |                              |                         |
| 37 | 3           | "Comedy Tonight"             | 4 de Janeiro de 1990    |
| St. Auggie's faz um show de variedades e os Lubbock participam. As Lubbock Babes fazem a sua apresentação, J.R. e Sherrie fazem um show de mágica e Graham faz piadas - apesar de não ficar a vontade com o público. |             |                              |                         |
| 38 | 3           | "Poetic Justice"             | 11 de Janeiro de 1990   |
| Connie acaba tendo uma queda pelo seu professor de poesia. Sendo assim, ela está animada por ele ter convidado ela para um festival de poesia - sem saber, que é para ficar com sua criança. |             |                              |                         |
| 39 | 3           | "Perfect Date"               | 18 de Janeiro de 1990   |
| Graham faz com que Wendy saia com o escoteiro líder. Wendy se vinga dele tentando soltar o seu "animal interior". |             |                              |                         |
| 40 | 3           | "Snow Job (Part 1)"          | 1 de Fevereiro de 1990  |
| Gavin Doosler está chateado por não poder ir viajar para esquiar - ao invés disso, ele aproveita as féras para passar com seus pais na casa da praia deles nas Ilhas Virgen. Quando as garotas ficam sabendo disso, elas vão para confortar Gavin. Os pais de Gavin não foram com a cara das três, exceto Marie. Sendo assim, as outras três não vão com os dois já que se gostam. Tudo vai bem até quando a Irmã Ethel diz a Graham e Elizabeth que as meninas não tinham chegado ainda. |             |                              |                         |
| 41 | 3           | "Snow Job (Part 2)"          | 7 de Fevereiro de 1990  |
| 42 | 3           | "False Impressions"          | 15 de Fevereiro de 1990 |
| Connie acaba usando uma fantasia para o "Baile Medieval". Quando um garoto chama ela para sair, ela pensa se ele está chamando ela para sair porque gostou dela, ou se é só por causa da fantasia. |             |                              |                         |
| 43 | 3           | "Cindy Breakes a Date"       | 22 de Fevereiro de 1990 |
| Cindy resiste ao charme do garoto que ela está saindo - por ter quebrado seu braço. |             |                              |                         |
| 44 | 3           | "Heartbreaker"               | 29 de Março de 1990     |
| Quando o patrão do Danny's acaba caindo durinho no pé de Marie durante a sua apresentação solo, ela jura que ela mesmo tinha sido a culpada pela sua morte. As coisas ficam pior quando Marie descobre que esse homem, que ela nunca conhecia, deixou para ela todas as suas piores vontades. Após de estar confusa sobre o rumo de sua vida, Marie chega a conclusão de que sua vida tem o propósito de agradar os homens.                                                               |             |                              |                         |
| 45 | 3           | "Ratboy Lives"               | 3 de Abril de 1990      |
| J.R., se sentindo ignorado pelas suas irmãs, tenta fazer a sua marca pixando "Ratboy Lives" na parede ao lado da academia. |             |                              |                         |
| 46 | 3           | "Smoke'Em If You Got'Em"     | 10 de Abril de 1990     |
| Quando Graham descobre um maço de cigarro, ele manda a família confessar quem tinha fumado na casa. Ele suspeita de que foi a Wendy, mas nunca iria chegar a imaginar que foi a Sherrie. |             |                              |                         |
| 47 | 3           | "Slaughter House Ten"        | 4 de Maio de 1990       |
| Graham e J.R. vão a mercearia, e sem motivo algum voltam para casa com uma vaca. Quando as meninas descobrem que Graham trouxe a vaca somente para matá-la, elas resolvem deixá-la grávida. |             |                              |                         |